# 甘利昌忠
甘利昌忠（あまりまさただ，天文3年（1534）－卒年不詳）武田氏家臣。別名信忠、晴吉、左衛門尉。父甘利虎泰。弟甘利信康。
父親虎泰死後和板垣信方之子信憲繼任「兩職」，此後主要擔任外交或內政方面事務。卒年、死因不詳，一說死於墜馬意外或在三方原之戰負傷。